# Den röda filmen
Den röda filmen, originaltitel Trois couleurs: Rouge, är en fransk dramafilm från 1994 av den polske regissören Krzysztof Kieślowski. 
Filmen ingår i trilogin Trikoloren (Trois couleurs). Manuset skrevs av Kieślowski och Krzysztof Piesiewicz. Musiken är skriven av Zbigniew Preisner.
Filmen blev Kieślowskis sista film och hans testamente.

## Rollförteckning
- Irène Jacob - Valentine Dussaut
- Jean-Louis Trintignant - domaren
- Frédérique Feder - Karin
- Jean-Pierre Lorit - Auguste Bruner
- Samuel Le Bihan - fotografen
- Marion Stalens - veterinären
- Teco Celio - bartender